# Кургальськ
Курга́льськ (рос. Кургальск) — присілок в Якшур-Бодьїнському районі Удмуртії, Росія.
Населення — 1 особа (2010; 0 в 2002).